# كلارنس جيمسون
كلارنس جيمسون هو سياسي كندي، ولد في 12 يونيو 1872 في Bedeque ‏ في كندا، وتوفي في 20 سبتمبر 1928. نشط حزبياً في حزب كندا المحافظ. وقد انتخب عضو مجلس العموم الكندي.